# ماجراهای برر خرگوشه
ماجراهای برر خرگوشه (به انگلیسی: The Adventures of Brer Rabbit) فیلمی پویانمایی کمدی ویدئویی آمریکایی محصول سال ۲۰۰۶ است که با الهام از داستان‌های برر خرگوشه سیاه‌پوستان آمریکا که توسط جوئل چندلر هریس محبوبیت یافت، ساخته شده است. این فیلم به‌طور مشخص دارای بازیگران کاملاً سیاه‌پوست است، همچنین نیک کانن به عنوان شخصیت اصلی. این فیلم توسط واشینگتن پست دارای تأثیرگذاری بر هیپ هاپ توصیف شده است.

## صداپیشگان
- وین بردی در نقش برر گرگه
- نیک کانن در نقش برر خرگوشه
- دنی گلاور در نقش برر لاک‌پشته
- دی.لی. هاگلی در نقش برر روباهه
- فیل لامار در نقش برر گیتور
- واندا سایکس در نقش سیستر مون
- گری آنتونی ویلیامز در نقش برر خرسه
- دبرا ویلسون در نقش سیستر بازارد
- مونیکا آلیسون در نقش جولی
- رین نیکول براون در نقش جنی
- دوریان هاروود در نقش مستر من
- داون لوئیس در نقش مام/سیستر مینک
- کوئینتون مدین در نقش لستر
- دنیل کریستوفر پیج در نقش برر کلاغ/برر اسکانک
- دبورا اسپک در نقش مامان موشه
- مایکل فردی در نقش نینجای شماره ۱
- جف کوشنر در نقش نینجای شماره ۲

## تمجیدها
این فیلم نامزد جایزه آنی برای بهترین تولید رسانه خانگی در سی و چهارمین دوره جوایز آنی شد.